# Rallenteich von Eppertshausen
Der Rallenteich von Eppertshausen ist ein Naturschutzgebiet in der Gemarkung Eppertshausen im Landkreis Darmstadt-Dieburg, Südhessen. Das Naturschutzgebiet wurde 1976 ausgewiesen und umfasst eine Fläche von etwa 12 Hektar.

## Lage
Das Schutzgebiet liegt etwa 1,3 Kilometer westlich von Eppertshausen im Wald. Das ehemalige Tongrubengelände besteht aus dem Rallenteich, einem kleinen Stillgewässer sowie dem umliegenden Wald- und Wiesengelände. Im Norden grenzt das Landschaftsschutzgebiet „Landkreis Offenbach“ an, im Süden befindet sich ein größerer Teich einer jüngeren Tongrube.

## Geschichte
Etwa seit dem 15. Jahrhundert bis 1947/48 wurde auf dem Gelände nach Ton gegraben, wobei jede Töpferfamilie ihr eigenes "Tonnengewölbe" abbaute. Nach Aufgabe der Nutzung stürzten die Deckschichten ein, die Gruben füllten sich mit Wasser, und Sumpf- und Wasserpflanzen besiedelten die Flächen. Teilweise wurden die Löcher mit Klebsanden aus der südlich angrenzenden Tongrube verfüllt. Die Abbaufläche war vorübergehend auch als Müllkippe im Gespräch. Als die biologische Bedeutung der Biotope erkannt wurde, erfolgten ab 1970 Bestrebungen, das Gelände zu schützen. Die Ausweisung als Naturschutzgebiet erfolgte mit Verordnung vom 7. Oktober 1976.

## Beschreibung
Der zentrale Teil des Schutzgebietes besteht aus einer teils mit Schilf bewachsenen Wasserfläche, die an den Rändern stellenweise in Bruchwald übergeht. Im Süden finden sich Großseggenbestände. In den Feuchtgebieten kommen Walzen-Segge, Scheinzypergras-Segge, Sumpf-Schwertlilie, Gift-Hahnenfuß und Gewöhnlicher Froschlöffel vor. Westlich und nordwestlich grenzt ein bodensaurer Eichenwald an, der mit flachen wassergefüllten Abbau-Pfannen durchsetzt ist. An sumpfigen Stellen wachsen Bärlappe, Torfmoose und Lebermoose. Im Norden dominieren auf einer Sandhalde Kiefern und standortfremde Fichten.
Durch die kleinflächigen Strukturen ist das Gebiet ausgesprochen reich an Tierarten. So brüten hier etwa 40 Vogelarten, unter anderem Wintergoldhähnchen, Zwergtaucher, Krickente, Knäkente, Bekassine, Wasserralle, Tüpfelsumpfhuhn, Turteltaube, Mittelspecht, Kleinspecht, Wendehals und Neuntöter.
Das Naturschutzgebiet beheimatet zehn Amphibienarten: Erdkröte, Grasfrosch, Springfrosch, Teichfrosch, Moorfrosch, Laubfrosch, Feuersalamander, Teichmolch, Bergmolch und Kammmolch. Seit 2012 existieren Tunnel unter der Kreisstraße 180 Eppertshausen – Messel, um die Amphibienwanderung zum Rallenteich von Februar bis April sicherer zu machen. Die Anzahl der wandernden Amphibien ist jährlichen Schwankungen unterworfen, geht aber insgesamt in den letzten Jahren stark zurück: 1999 waren noch 4 792 Tiere gezählt worden, 2019 wurden nur noch (hochgerechnet) 410 Tiere erfasst.

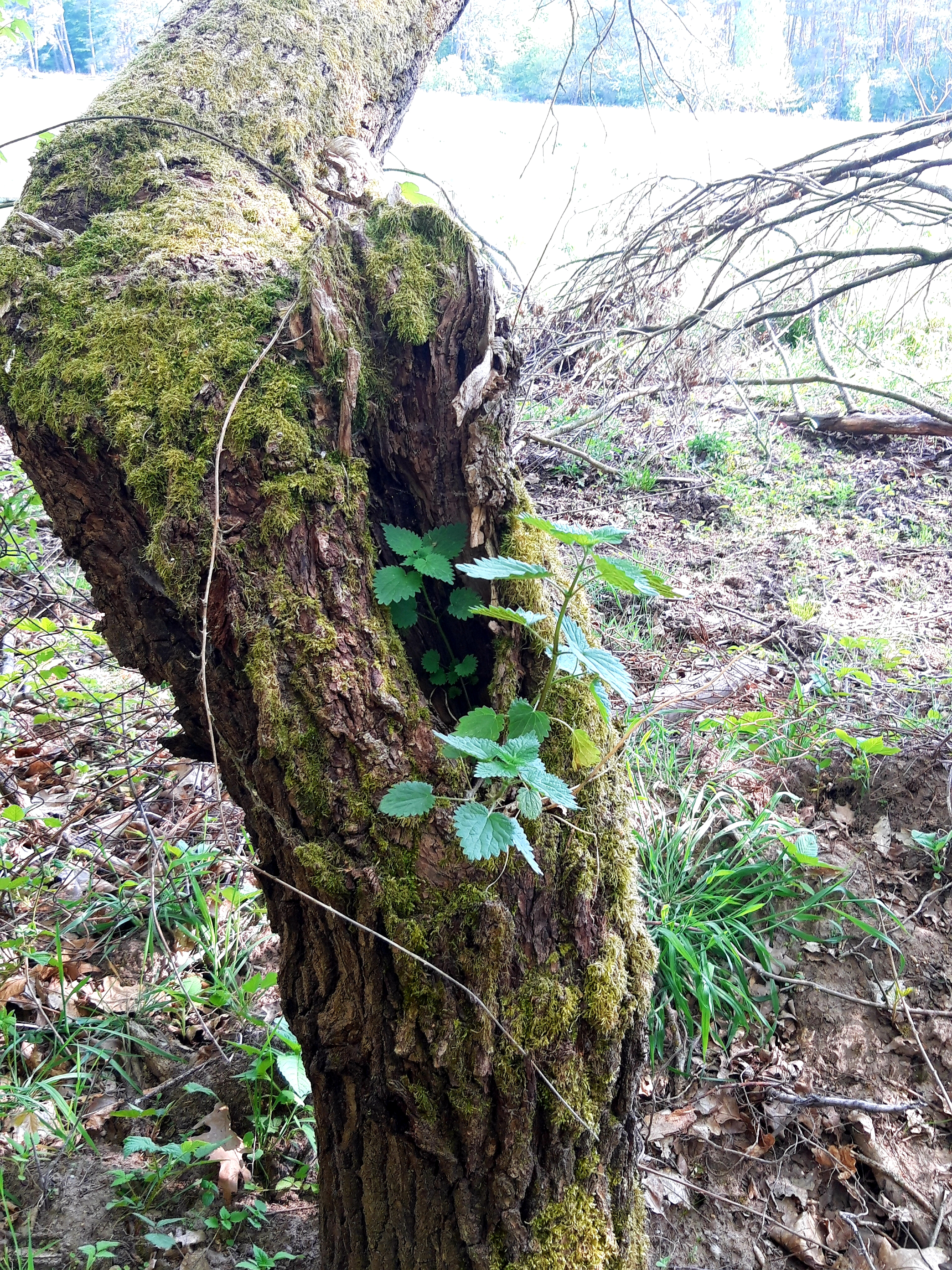
Bemooster Baum am Rallenteich
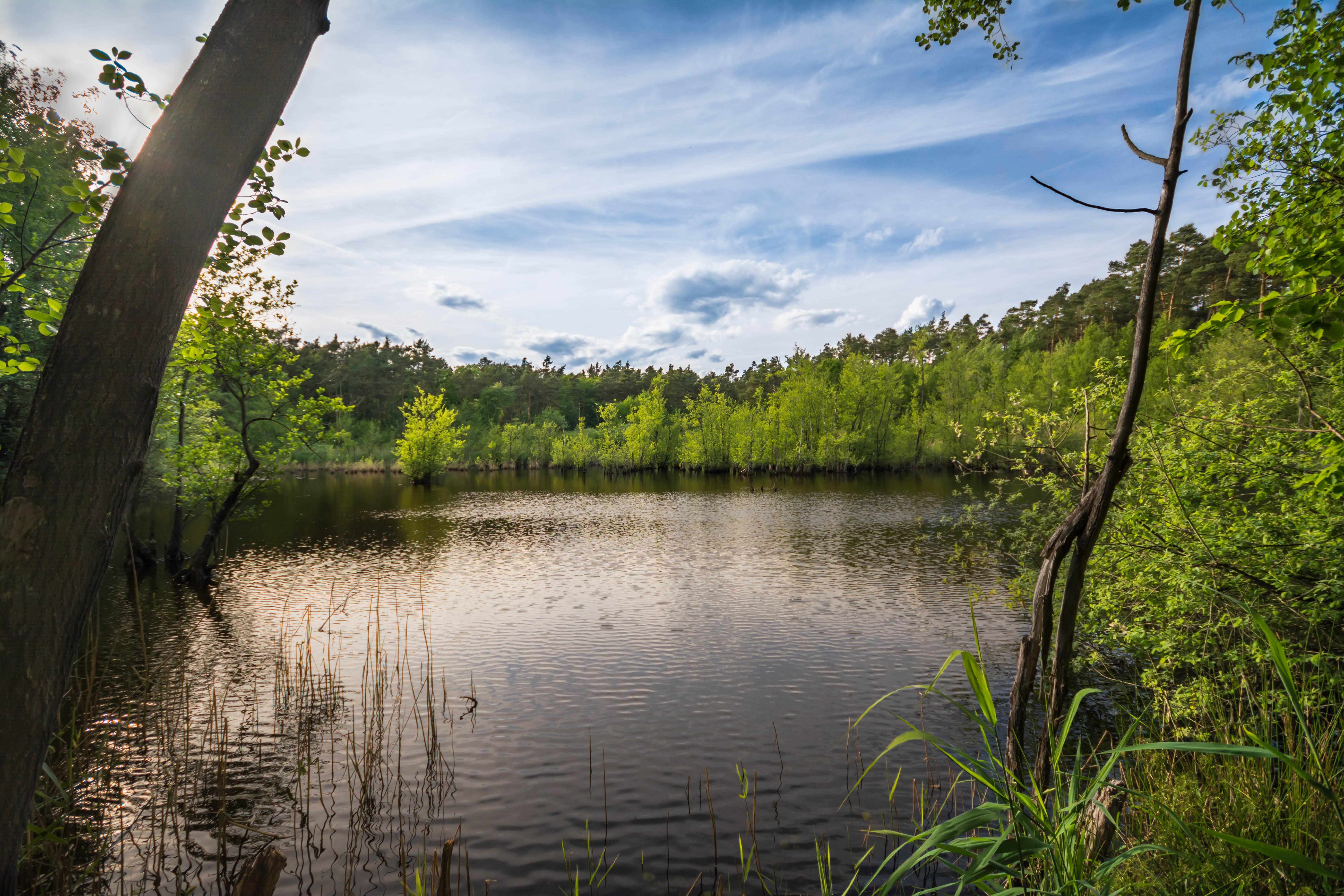
Angrenzender Teich (2015)

- Siehe auch Liste der Naturschutzgebiete im Landkreis Darmstadt-Dieburg